# Моринген
Моринген (нем. Moringen) — город в Германии, в земле Нижняя Саксония.
Входит в состав района Нортхайм. Население составляет 7135 человек (на 31 декабря 2010 года). Занимает площадь 82,25 км². Официальный код — 03 1 55 009.
Город подразделяется на 9 городских районов.
| Год  | Население |
| ---- | --------- |
| 1990 | 6977      |
| 1995 | 7358      |
| 2000 | 7497      |
| 2005 | 7496      |
| 2010 | 7187      |